# Эрнст Август V Брауншвейгский
Эрнст Август V Ганноверский (полное имя — Эрнст Август Альберт Пауль Отто Рупрехт Оскар Бертольд Фридрих-Фердинанд Кристиан Людвиг Принц фон Ганновер) (нем. Ernst August von Hannover; род. 26 февраля 1954) — глава Ганноверского королевского дома (с 1987 года), титулярный принц Ганноверский, герцог Брауншвейгский и Люнебургский. Имеет немецкое, австрийское и британское гражданства.
Будучи мужем принцессы Каролины Монакской, Эрнст Август является шурином Альберта II, правящего князя Монако. Его состояние оценивается в 500 миллионов фунтов стерлингов.

## Биография
Родился 26 февраля 1954 года в Ганновере (Нижняя Саксония, Германия). Старший сын принца Эрнста Августа IV Ганноверского (1914—1987), наследного принца Брауншвейгского, и его первой жены, принцессы Ортруды Шлезвиг-Гольштейн-Зондербург-Глюксбургской (1925—1980), дочери принца Альбрехта Шлезвиг-Гольштейн-Зонденбург-Глюксбургского (1863—1948) и его второй жены, принцессы Герты фон Изенбург-Бюдингена (1883—1972).
При крещении получил имя — Эрнст Август Альберт Пауль Отто Рупрехт Оскар Бертольд Фридрих-Фердинанд Кристиан-Людвиг.
Как старший по мужской линии потомок Георга V Ганноверского и короля Великобритании Георга III Ганноверского, Эрнст Август является главой Ганноверского королевского дома. Также претендует на престолы Королевства Ганновер и Герцогства Брауншвейг. Ганновер был аннексирован и присоединен к Пруссии в 1866 году, а Брауншвейгское герцогство было ликвидировано в ходе революции в Германии в 1918 году. Согласно конституции Веймарской республики, все привилегии бывшего германского дворянства были отменены. Потомки королевских и аристократических родов могли сохранять свои титулы в качестве фамилии.
Титул принца Великобритании и Ирландии был предоставлен деду и отцу Эрнста Августа английским королём Георгом V 17 июня 1914 года. Его отец был лишён этого звания тем же самым Георгом V 30 ноября 1917 года. В том же 1917 году его дед и отец были также лишены британским парламентом титулов герцога Камберленда и Тэвитдейла. Однако 29 августа 1931 года Эрнст Август III Ганноверский, дед Эрнста Августа и глава Ганноверского дома, заявил о возобновлении для себя и своих династических потомков британских герцогских титулов.
Эрнст Август V Ганноверский является праправнуком последнего германского императора Вильгельма II Гогенцоллерна. До своей женитьбы на принцессе Каролине Монакской, он был 385-м в линии наследования британского престола. После женитьбы на католичке Каролине, он был исключен из линии наследовании в соответствии с актом о престолонаследии 1701 года. Его дети остались в линии наследования, так как они не приняли католицизм.
Он также является племянником Фредерики Греческой (1917—1981), супруги короля эллинов Павла, и, таким образом, кузеном последнего короля Греции Константина II и его сестры Софии, королевы Испании. Его дядя, принц Георг Вильгельм Ганноверский (1915—2006), был женат на принцессе Софии Греческой и Датской (1914—2001), сестре принца Филиппа, герцога Эдинбургского.

## Семья
24 августа 1981 года по декларации, выданной его отцом как главой Ганноверского дома, в соответствии с положениями глав 3, §§ 3 и 5 домашнего закона 1836 года, Эрнст Август получил разрешение жениться на Шанталь Хохули (родилась 2 июня 1955, Цюрих), дочери и наследнице главы швейцарской шоколадной империи. Гражданская церемония бракосочетания состоялась 28 августа 1981 года, а религиозная церемония — 30 августа 1981 года. Супруги имели двух сыновей:
- Принц Эрнст Август Андреас Филипп Константин Максимилиан Стефан Рольф Людвиг Рудольф (родился 19 июля 1983)
- Принц Кристиан Генрих Клеменс Пауль Франк Питер Вельф Вильгельм-Эрнст Фридрих Франц (родился 1 июня 1985)

23 октября 1997 года Эрнст Август и Шанталь Хохули развелись в Лондоне. Причиной развода стала измена принца с неустановленной женщиной.
23 января 1999 года принц Эрнст Август Ганноверский в Монако вторично женился на принцессе Каролине Монакской (родилась 23 января 1957), старшей дочери Ренье III. Каролина была подругой Шанталь Хохули, первой жены принца. Каролина вышла замуж за Эрнста Августа, когда уже была беременна их дочерью:
- Принцесса Александра Шарлотта Ульрике Марьям Вирджиния (родилась 20 июля 1999).

Будучи мужским потомком короля Великобритании Георга II, Эрнст Август зависит от акта британского парламента о королевских браках 1772 года. Таким образом, до своей женитьбы на принцессе Каролине, он официально просил разрешения на этот брак у королевы Великобритании Елизаветы II, которая 11 января 1999 года издала королевский указ с разрешением на заключение этого брака. Без санкции королевы этот брак считался бы недействительным в Великобритании, где его семья владеет имуществом, а его законные потомки от брака лишались права на наследование британской короны. Аналогично суд княжества Монако официально уведомил французское правительство о браке между Каролиной Монакской и Эрнстом Августом. Французские власти, согласно франко-монакском договору от 1918 года, дали согласие на бракосочетание. Кроме того, Каролина, чтобы сохранить права на монакский престол и передать их в наследство будущим потомкам, должна была получить одобрение еще трети населения Монако и официальное согласие на брак своего отца, князя Ренье III Монакского.
В сентябре 2009 года английская и французская пресса сообщали, что Эрнст Август проживает отдельно от своей жены Каролины, которая вернулась в Монако.

## Титулы
- 24 февраля 1954 — 9 декабря 1987 — «Его Королевское Высочество Принц Эрнст Август Ганноверский, Герцог Брауншвейг-Люнебург»
- 9 декабря 1987 — настоящее время — «Его Королевское Высочество Принц Ганноверский».

## Награды
- Кавалер Большого Креста Ордена Эрнста Августа